# Sulla faccia della terra
Sulla faccia della terra è un romanzo scritto da Giulio Angioni e pubblicato da Feltrinelli/Il Maestrale.

## Trama
Dopo la presa e distruzione della loro città di Santa Gia da parte dei pisani nel 1258, un gruppo di scampati si rifugia in un'isola dello Stagno, una laguna nella Sardegna del duecento allora disputata da Pisa e Genova, ai tempi del conte Ugolino della Gherardesca. L'isoletta, che fino allora è stata lebbrosario, li protegge con la paura del contagio e così una nuova vita incomincia a organizzarsi, tra disagi e avventure, su basi paritarie tra uomini e donne di diversa provenienza sociale, religiosa, geografica, sfruttando le risorse della Stagno e le capacità di ciascuno di loro, Mannai Murenu garzone di vinaio che racconta i fatti settant'anni dopo, due sediari nuoresi, Paulinu da Fraus servo di convento, Vera donzella nobile, Akì schiava persiana, Baruch vecchio saggio ebreo, tre soldati alemanni di ventura, Tidoreddu pescatore di laguna, il cane Dolceacqua...

## Edizioni
- Giulio Angioni, Sulla faccia della terra, Feltrinelli/Il Maestrale, Milano 2015 ISBN 978-88-07-04108-2
- Giulio Angioni, Sulla faccia della terra, Feltrinelli/Il Maestrale, Milano 2015, EPUB, EAN 9788858820018

## Riconoscimenti
- Premio Pozzale Luigi Russo 2015
- Libro del mese di marzo 2015 del programma radiofonico Fahrenheit